# Distrito electoral local 4 de Tabasco
El Distrito Electoral Local 4 de Tabasco es uno de los 21 Distritos Electorales en los que se encuentra dividido el territorio del estado de Tabasco. Su cabecera es la Ranchería Río Seco y Montaña 2.ª Sección, en el municipio de Huimanguillo, Tabasco.
Desde la redistritación de 2016 está formado por 21 secciones electorales ubicadas en el municipio de Cárdenas y 30 ubicadas en el municipio de Huimanguillo.

## Distritación actual

### Distritación electoral de 2016
El 30 de noviembre de 2016, el acuerdo del Consejo Estatal del Instituto de Electoral y de Participación Ciudadana de Tabasco determinó establecer la cabecera del Distrito Electoral Local 4 de Tabasco en la Ranchería Río Seco y Montaña 2.ª Sección, en el municipio de Huimanguillo, Tabasco y conformarlo de la siguiente manera:
- Municipio de Cárdenas: 21 secciones; de la 101 a la 102, 107, de la 112 ala 116, 126, 128, 135, de la 141 a la 143, de la 155 a la 159, 163, y la sección 167.
- Municipio de Huimanguillo: 30 secciones; de la 699 a la 724, 727, 729, 731 y la sección 736.

## Distritaciones anteriores

### Distritación electoral de 1996
La distritación electoral local de 1996 estableció la cabecera distrital en la parte norte del municipio del Centro y denominarlo Centro Norte.

### Distritación electoral de 2002
La redistritación de 2002 mantuvo la cabecera distrital en la parte norte del municipio del Centro y con las características idénticas a su anterior composición.

### Distritación electoral de 2011
El acuerdo del Consejo Estatal del Instituto de Electoral y de Participación Ciudadana de Tabasco (IEPCT) publicado en el Periódico Oficial del Estado de Tabasco, el 24 de noviembre de 2011 estableció que el Distrito Electoral Local 4 de Tabasco tuviera cabecera en la ciudad de Huimanguillo y cambió la ubicación geográfica del distrito del municipio del Centro a una parte de los municipios de Cárdenas y Huimanguillo.

## Diputados por el distrito
| Diputado                           | Partido por el que fue electo (a)                                                                                          | Grupo Parlamentario                  | Legislatura       | Periodo                                           | Cabecera Distrital |
| ---------------------------------- | --- | ------------------------------------ | ----------------- | ------------------------------------------------- | ------------------ |
| Miguel Cachón Álvarez              | Partido Revolucionario Institucional                                                                                       | Partido Revolucionario Institucional | LVI Legislatura   | 1 de enero de 1998 - 31 de diciembre de 2000      | Centro Norte       |
| Fernando Mayans Canabal            | Partido de la Revolución Democrática                                                                                       | Partido de la Revolución Democrática | LVII Legislatura  | 1 de enero de 2001 - 31 de diciembre de 2003      | Centro Norte       |
| Evaristo Hernández Cruz            | Coalición Alianza para Todos Partido Revolucionario Institucional Partido Verde Ecologista de México                       | Partido Revolucionario Institucional | LVIII Legislatura | 1 de enero de 2004 - 31 de diciembre de 2006      | Centro Norte       |
| Jaime Mier y Terán Suárez          | Partido Revolucionario Institucional                                                                                       | Partido Revolucionario Institucional | LIX Legislatura   | 1 de enero de 2007 - 31 de diciembre de 2009      | Centro Norte       |
| José Carlos Ocaña Becerra          | Candidatura Común Partido Revolucionario Institucional Partido Nueva Alianza                                               | Partido Revolucionario Institucional | LX Legislatura    | 1 de enero de 2010 - 31 de diciembre de 2012      | Centro Norte       |
| José Sabino Herrera Dagdug         | Coalición Movimiento Progresista por Tabasco Partido de la Revolución Democrática Partido del Trabajo Movimiento Ciudadano | Partido de la Revolución Democrática | LXI Legislatura   | 1 de enero de 2013 - 31 de diciembre de 2015      | Huimanguillo       |
| María Estela de la Fuente Dagdug   | Partido de la Revolución Democrática                                                                                       | Partido de la Revolución Democrática | LXII Legislatura  | 1 de enero de 2016 - 4 de septiembre de 2018      | Huimanguillo       |
| Charlie Valentino León Flores Vera | Movimiento Regeneración Nacional                                                                                           | Movimiento Regeneración Nacional     | LXIII Legislatura | 5 de septiembre de 2018 - 4 de septiembre de 2021 | Huimanguillo       |
| Rita del Carmen Gálvez Bonora      | Movimiento Regeneración Nacional                                                                                           | Movimiento Regeneración Nacional     | LXIV Legislatura  | Por iniciar                                       | Huimanguillo       |